# Schrankia bilineata
Schrankia bilineata är en fjärilsart som beskrevs av Anthony C. Galsworthy 1997. Schrankia bilineata ingår i släktet Schrankia och familjen nattflyn. Inga underarter finns listade.